# ICOCA

La carta ICOCA (イコカ?, Ikoka) è una smart card ricaricabile contactless utilizzata nella rete ferroviaria della JR West in Giappone.
La carta è stata introdotta il primo novembre 2003 per l'utilizzo nella rete urbana, che include le città principali di Osaka, Kyoto e Kōbe (Keihanshin).
In seguito l'utilizzo della carta si è ampliato anche a molte altre reti.
ICOCA è un acronimo per "IC Operating CArd", ma è anche un gioco di parole con la frase "Iko ka" (行こか?), un invito informale che significa "andiamo?" nel dialetto Kansai.
Le mascotte del programma ICOCA consiste in un platipo blu (o ornitorinco) chiamato Ico il Platipo (カモノハシのイコちゃん?, Kamonohashi no Iko-chan) e Icota e Icomi i Platipi (カモノハシのイコ太とイコ美?, Kamonohashi no Ikota to Ikomi).

## Tipi di carte
- carte ricaricabili standard ICOCA

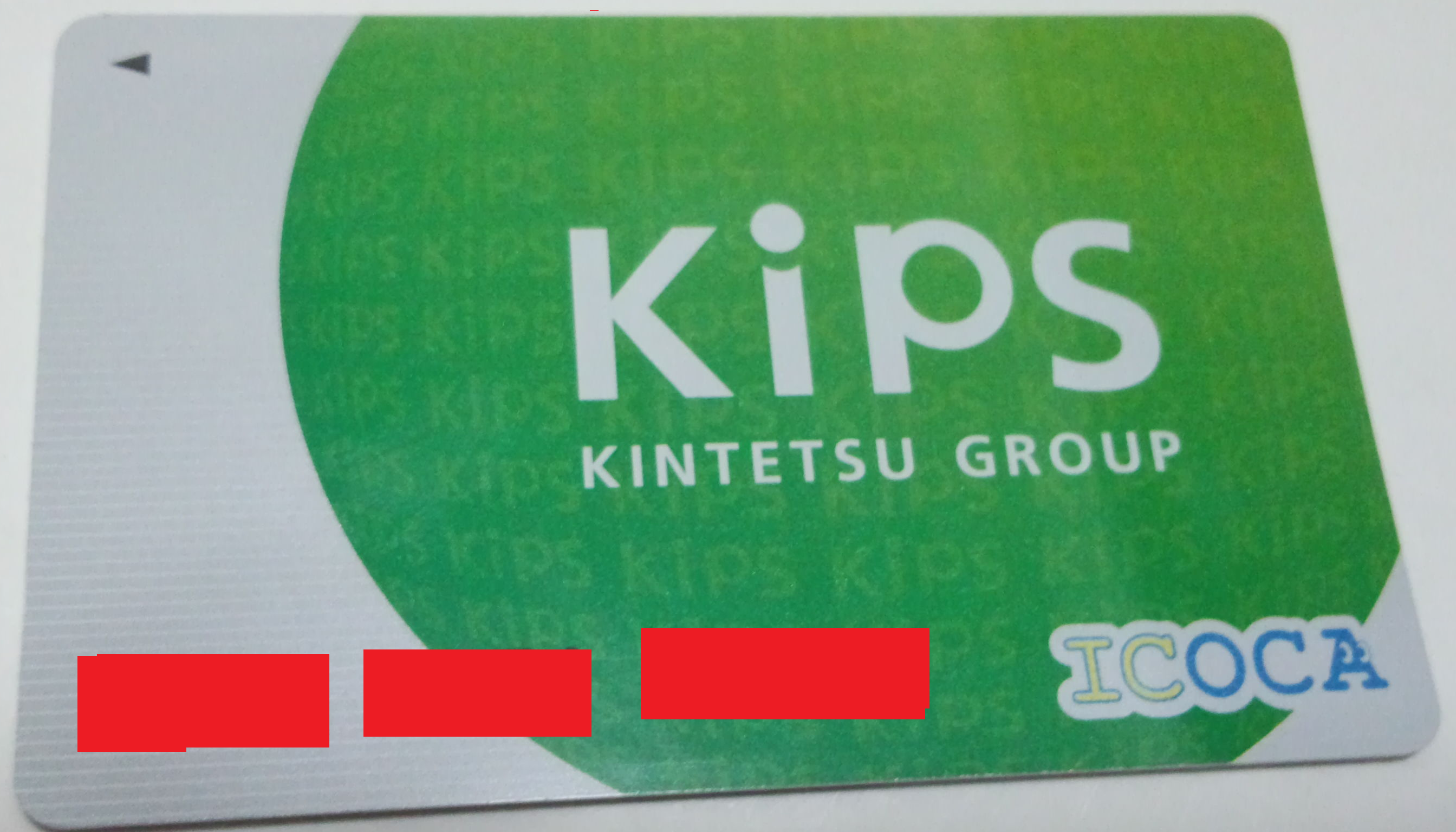
KIPS ICOCA

- ICOCA 定期券 (teikiken) – carta ricaricabile con pass aggiuntivo per pendolari
- こどもICOCA (kodomo) – ICOCA per bambini
- こどもICOCA 定期券 – children's ICOCA per bambini con pass aggiuntivo per pendolari
- Smart ICOCA
- Smart ICOCA 定期券
- KIPS ICOCA – questa carta è commercializzata da Kintetsu
- KIPS ICOCA 定期券 – questa carta è commercializzata da Kintetsu

## Ambiti di utilizzo

Mappa dell'interoperatività (aggiornata al 24 marzo 2014)

Grazie a parecchi accordi di reciprocità, per le tratte ordinarie, la carta ICOCA può essere utilizzata in maniera interscambiabile con parecchi altri sistemi a smart card per il trasporto di massa.
Al 2014, ICOCA ha acquisito l'interoperabilità con Kitaca, Suica, PASMO, TOICA, manaca, PiTaPa, SUGOCA, nimoca, hayakaken e parecchie altre smart card locali.
- dal primo agosto 2004, con un accordo reciproco con la JR East, ICOCA diventa utilizzabile anche nell'area Tokyo-Kantō. Contemporaneamente, la carta Suica di JR East può essere utilizzata per i servizi ferroviari di JR West.
- dal 21 gennaio 2006, le carte ICOCA possono essere utilizzate anche in tutti i luoghi dove sono accettate le smart card di Osaka PiTaPa.
- dal primo settembre 2007, ICOCA è utilizzabile anche nell'area di Hiroshima-Okayama.
- dal 29 marzo 2008, mediante un accordo reciproco con la JR Central, ICOCA è divenuta utilizzabile anche con la metropolitana di Nagoya. Allo stesso modo, la carta TOICA della JR Central può essere utilizzata anche nei servizi ferroviari della JR West.
- dal 5 marzo 2011, mediante un accordo reciproco con la JR Kyushu, ICOCA è divenuta utilizzabile anche nell'area di Fukuoka-Saga. Analogamente, la carta SUGOCA della JR Kyushu può essere utilizzata con i servizi ferroviari della JR West.
- dal primo giugno 2011, Keihan ha intrapreso la vendita delle proprie ICOCA.
- dal 17 marzo 2012, ICOCA divenne utilizzabile in alcune stazioni della JR Shikoku.
- dal primo dicembre 2012, anche Kintetsu intraprese la vendita delle proprie ICOCA.
- dal 23 marzo 2013, si è avviato un programma interoperativo nazionale che coinvolge 10 smart card di trasportatori.

## Dove acquistare la carta
Queste carte sono acquistabili presso le macchine di vendita presenti nelle stazioni ferroviarie.
La carta costa 2000 yen, importo che comprende un deposito cauzionale di 500 yen che viene restituito al momento della restituzione della carta.
Il restante importo di 1500 yen è credito immediatamente utilizzabile per viaggiare; presso apposite macchine nelle stazioni o mediante le macchine di variazione del percorso di viaggio anch'esse presenti nelle stazioni è possibile caricare più denaro sulla carta.

## Tecnologia
La carta integra la tecnologia contactless RFID sviluppata da Sony e denominata FeliCa.
La medesima tecnologia è impiegata anche nella carta di pagamento elettronica Edy utilizzata in Giappone, nella carta Octopus utilizzata a Hong Kong e nella vecchia carta ezlink utilizzata a Singapore.